# Hugues d'Harpagon
Hugues d’Harpajon cousin de son prédécesseur Robert de Mandagout fut évêque de Marseille de 1359 à 1361.

## Biographie
Hugues d’Harpajon, cousin de Robert de Mandagout et neveu du cardinal Guillaume de Mandagout, fut prévôt de Marseille le 21 août 1351. Également chanoine de Rodez, il fut le nonce du pape Innocent VI en Italie à Milan.
Il fut nommé évêque de Marseille le 4 février 1359 alors qu’il était archidiacre de Pithiviers. Le principal évènement advenu sous son épiscopat fut la reprise de la possession du château de Saint-Cannat. C’est dans ce château qu’il mourut en 1361, deux ans seulement après sa nomination.